# Wagon-citerne DOT-111

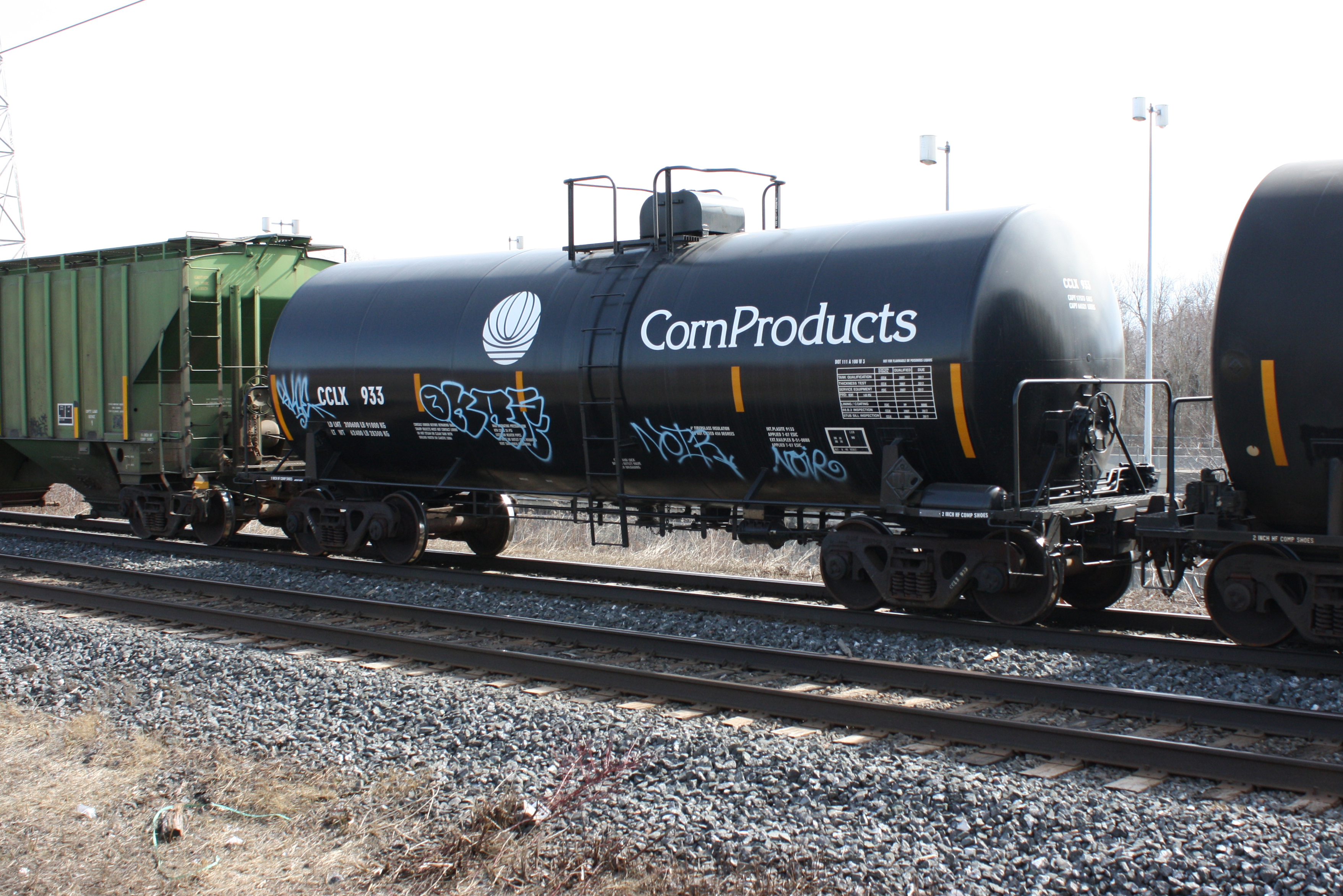
Un wagon-citerne de norme DOT-111.

Les wagons-citernes utilisés en Amérique du Nord pour le transport de produits liquides à basse pression, tels le pétrole et l'éthanol, sont de forme cylindrique, avec des parois convexes aux extrémités. Ils répondent pour la plupart à la norme DOT-111 aux États-Unis ou CTC-111A au Canada, émise au début des années 1960. Une nouvelle norme, proposée en 2011, pourrait devenir obligatoire au Canada à la suite de l'accident ferroviaire de Lac-Mégantic le 6 juillet 2013.  
Depuis 2009, le train constitue de plus en plus une alternative au transport par oléoduc, car il est flexible, pouvant atteindre n'importe quel point sur le continent. De plus, il n'exige pas d'investissement important ni de travaux de construction qui prennent des années et dont l'amortissement exige que les raffineries signent des contrats de livraison à long terme. Quoique le coût du mètre cube transporté par train soit de deux à trois fois plus élevé que son acheminement par oléoduc, le rail a gagné d'importantes parts de marché en 2013, provenant surtout des exploitations situées au Dakota et en Alberta.

## Spécifications techniques

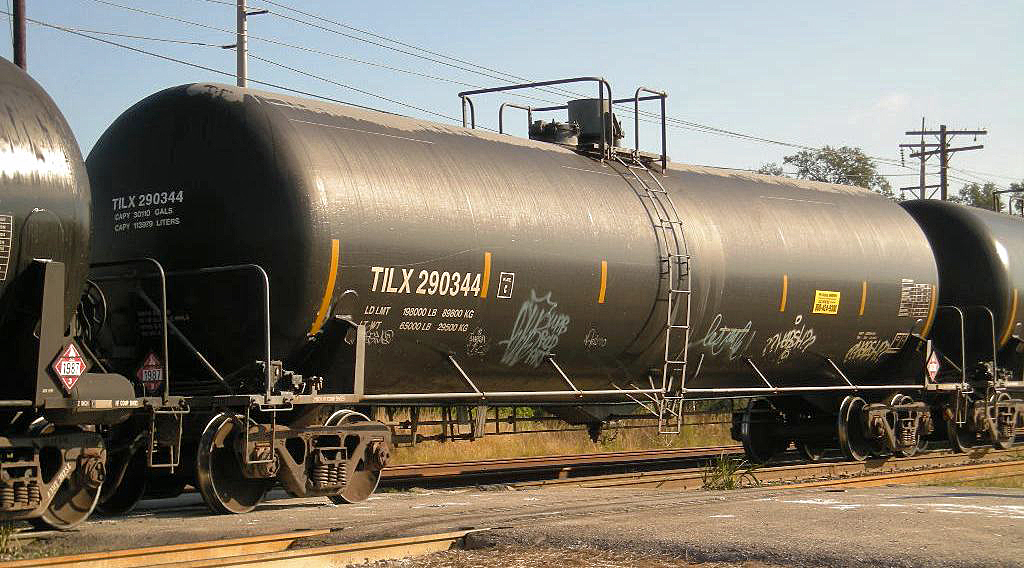
Un wagon-citerne de norme DOT-111, modèle 111A100W1 en acier soudé. Il a une capacité de 114000 L, une résistance à la pression de 690 kPa, une tare de 29500 kg et une limite de charge de 89800 kg.

Selon la norme DOT-111, un wagon-citerne peut être construit en acier ordinaire, en alliage d’aluminium ou en acier inoxydable. Les parois doivent avoir une épaisseur minimale de 11,1 mm. La capacité maximale est de 131 000 L. 
Une norme révisée, proposée le 1er octobre 2011, stipule que l'acier de la cuve doit être plus résistant, avec une épaisseur minimale de 12,7 mm, et que les extrémités doivent être pourvues d'un bouclier protecteur. Des dispositifs doivent aussi être mis en place sur les raccords supérieurs et inférieurs afin de prévenir les renversements,. Toutefois, cette nouvelle norme ne s'applique qu'aux wagons construits après 2011.
On estime en 2013 que, sur les 290 000 wagons-citernes circulant en Amérique du Nord, environ 70 % sont de type DOT-111,. Ce serait le cas de 80 % de la flotte canadienne. La plupart sont utilisés pour transporter de l'éthanol et des produits pétroliers. Ces wagons ont une durée de vie moyenne de 40 ans. Selon l'Association américaine des chemins de fer (AAR), la mise à niveau des quelque 200 000 wagons-citernes de ce type coûterait plus d'un milliard de dollars.
La charge normale d'un train est de 70 000 barils, soit 11 100 m3 de pétrole.

## Transport de brut par train
Alors que les compagnies canadiennes CN et CP n'avaient transporté que 500 wagons de pétrole en Amérique du Nord en 2009, ce chiffre est monté à 140 000 en 2012. En 2013, BNSF, numéro 2 du transport ferroviaire aux États-Unis, transporte quotidiennement 650 000 barils de brut, dont une grande partie provient de la formation de Bakken au Dakota du Nord, où la production de pétrole de schiste a connu un développement rapide depuis 2009.
Au Canada, le train transporte à destination des États-Unis ou de la Colombie-Britannique, sur des voies conventionnelles, quelque 150 000 barils par jour en 2013, soit 4 % de la production de pétrole de l'Ouest canadien. L'expansion rapide du transport par train au printemps 2013 a joué un rôle majeur dans la réduction de l'écart entre le prix du WCS et celui du Brent.
On prévoit que le volume de pétrole transporté par train au Canada sera de 708 000 barils par jour en 2015. Il est cependant plus coûteux d'acheminer le pétrole par rail plutôt que par oléoduc. En 2013, on estimait le coût du transport depuis l'Alberta jusqu'à Saint-Jean (Nouveau-Brunswick) à 15 $ par baril alors qu'il n'en coûterait que 7 $ par oléoduc. En revanche, pour les producteurs de pétrole des sables bitumineux de l'Athabasca, le train offre l'avantage que le transport du dilbit par wagon-citerne exige moins de diluant que son acheminement par oléoduc, ce qui représente une économie, compte tenu de l'augmentation du prix du condensat.
Les compagnies de chemin de fer ne sont généralement pas propriétaires de ces wagons-citernes, qui appartiennent le plus souvent à l’expéditeur, à moins que ce dernier les loue ou les utilise sous licence.

## Accidents
Un rapport du National Transportation Safety Board américain, organisme à l'origine de la nouvelle norme émise en 2011, constate une forte proportion de wagons percés ou éventrés en cas de collision, ce qui a entraîné des déversements importants et une catastrophe majeure.
- En 2005, il y a eu un déversement majeur de mazout lourd (700 000 L) et d’huile servant au traitement de poteaux (88 000 L) à la suite d’un déraillement sur une voie principale près de Wabanum, en Alberta[1].

- En février 2009, le déraillement d'un train du CN à Cherry Valley (Illinois) a fait 1 mort et 7 blessés, entraînant le retournement de 15 wagons, dont 13 ont été éventrés[11], ce qui a provoqué le déversement de 1 226 m3 d'éthanol[12].

- En 2011, le déraillement d'un train à Arcadia (Ohio) a entraîné une explosion suivie d'un incendie et causé le déversement de 2 980 m3 d'éthanol[13].

- En avril 2013, un train du CP a déraillé en Ontario, déversant 400 barils de pétrole[14].

- En mai 2013, un train du CP a déraillé près de Jansen (Saskatchewan) (en), renversant 5 wagons. Un des wagons a laissé s'échapper 575 barils de pétrole[14].

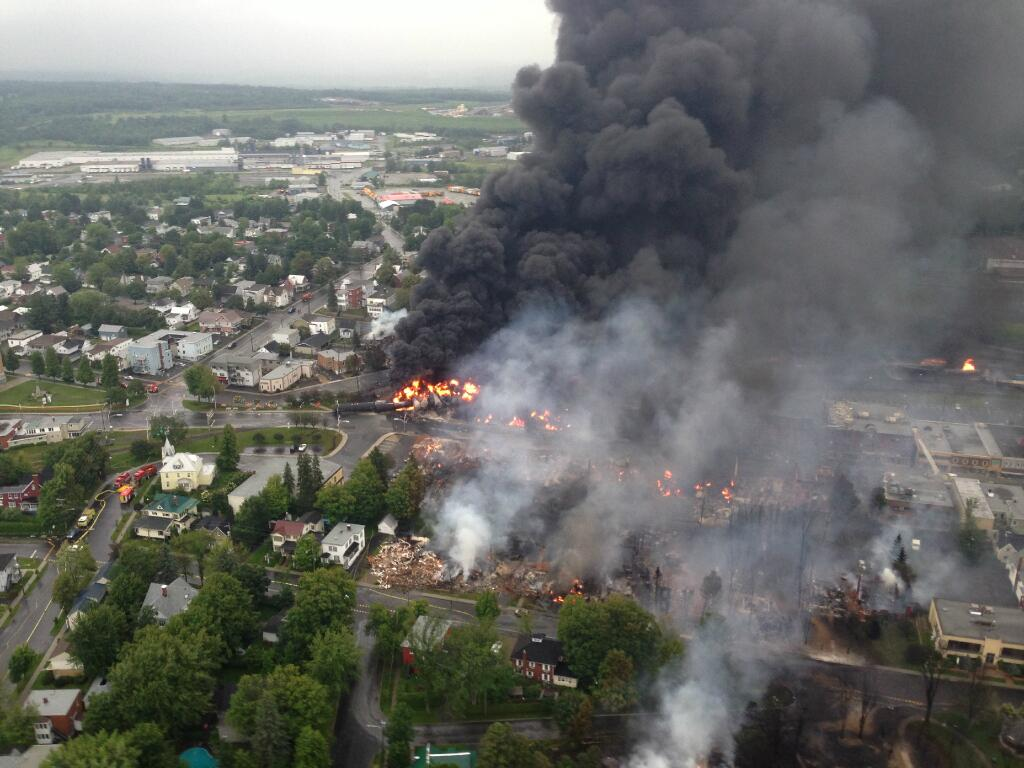
Incendie causé par l'accident ferroviaire de Lac-Mégantic.

- Le 6 juillet 2013, un train transportant 72 wagons-citernes, contenant chacun 113 000 L de pétrole léger provenant de la formation de Bakken au Dakota, a rompu ses freins, déraillé, pris feu et explosé dans la ville de Lac-Mégantic, faisant 47 victimes. C'est le plus grave accident de chemin de fer au Canada depuis plus d'un siècle. On estime que de 100 000 à 120 000 L de pétrole se sont répandus dans la rivière Chaudière.

- Le 11 septembre 2013, un train du CP chargé de pétrole a déraillé à Calgary. Plusieurs maisons ont été évacuées. Il n'y a pas eu de blessé ni d'écoulement de pétrole[14].

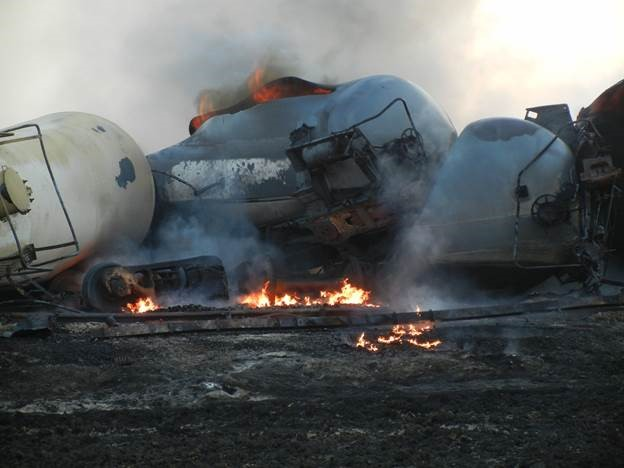
Wagons-citernes endommagés dans l'accident de Casselton.

- L'explosion d'un train d'un mille de long du BNSF qui avait percuté un wagon-silo venant de dérailler le 31 décembre 2013 entraîne l'évacuation de la ville de Casselton (Dakota du Nord)[15]. Sur les 20 wagons-citernes DOT-111 endommagés par le déraillement, 18 se sont rompus, provoquant un incendie qui s'est ensuite communiqué à d'autres wagons mais n'a heureusement pas causé de victimes[16].

- En janvier 2014, un train contenant 17 wagons de pétrole brut et de gaz liquéfié déraille, explose et prend feu au Nouveau-Brunswick près de Plaster Rock, sans faire de victime[17]. Le convoi s’étendait sur 2 452 mètres et pesait 9 938 tonnes ; il comptait 65 wagons chargés, 25 wagons vides, 32 wagons contenant des résidus, trois locomotives de tête et une locomotive télécommandée[18].

## Règlementation

### Demandes de modification
En août 2013, un rapport du Sénat canadien recommande une révision majeure et indépendante du régime de sécurité, des normes et des pratiques du secteur ferroviaire canadien et que l'adoption de la nouvelle norme soit accélérée. Les anciens wagons devront probablement être renforcés selon les nouvelles normes ou mis au rancart. Il recommande aussi des seuils minimaux d'assurance responsabilité, afin que les compagnies de transport « puissent couvrir les dommages causés par un incident majeur».  
Une nouvelle norme DOT-117 (désignée TC-117 au Canada) a été développée et mise en application en 2015 alors que certains constructeurs construisaient de tels wagons depuis 2014.  
Pour sa part, le sénateur Schumer propose que les wagons-citernes de type DOT-111 soient adaptés à la nouvelle norme, mis hors service ou réservés au transport de matières non inflammables. 
L'administration américaine s'inquiète de voir qu'une importante quantité de pétrole provenant de la formation de Bakken au Dakota est acheminée à diverses raffineries, notamment celle de la Irving Oil à Saint-Jean (Nouveau-Brunswick), comme dans le cas de l'accident de Lac-Mégantic. En effet, le pétrole de schiste semble être volatil et facilement inflammable, avec un point d'éclair plus bas que les autres sortes de pétrole. On envisage donc de revoir la classification des pétroles convoyés par train et les types de wagon-citerne correspondant.
En septembre 2013, les gouverneurs de la Nouvelle-Angleterre et les premiers ministres de l'Est du Canada votent une résolution demandant au pouvoir fédéral un renforcement de la sécurité de ce type de transport : réglementation plus rigoureuse, assurance contre les risques d'accident et meilleur entretien des infrastructures. 
Le même mois, le président du Canadien Pacifique dénonce l'utilisation de ce type de wagon-citerne pour le transport de produits dangereux, disant qu'il faudrait des wagons à double paroi, avec boucliers à l'avant et à l'arrière et une valve d'échappement des gaz —mesures auxquelles les industries pétrolières et chimiques s'opposent depuis des dizaines d'années. Il estime aussi qu'il faudrait une réglementation plus stricte, avec des pénalités beaucoup plus sévères, pouvant aller jusqu'à la prison pour les coupables.
Des maires de municipalités canadiennes demandent à être informés et à avoir davantage de contrôle sur les trains transportant des marchandises dangereuses à travers leur ville.

### Nouvelles normes au Canada en 2014
La ministre canadienne des transports Lisa Raitt annonce en janvier 2014 que « les wagons-citernes DOT-111 qui seront construits à l’avenir devront avoir une coque d’acier plus épaisse et être munis de boucliers protecteurs à l’avant, de même que de dispositifs de protection des raccords supérieurs », conformément à la norme déjà proposée par l'industrie en 2011. En revanche, le ministère retire une mesure envisagée quelques semaines auparavant, selon laquelle un train chargé de matière combustible ne pourrait pas être laissé sur la voie sans surveillance. Ce recul est dénoncé par Greenpeace et l'opposition parlementaire. Le 23 avril 2014, la ministre canadienne annonce que le remplacement ou la mise à niveau devra se faire d'ici trois ans. Les entreprises devront également réduire la vitesse des trains transportant des marchandises dangereuses. 
Il y aurait environ 228 000 wagons de ce type en Amérique du Nord, dont près de la moitié transportent des marchandises dangereuses. La mise à niveau de cette flotte coûterait plus d'un milliard de dollars. 
Première pétrolière canadienne à adopter la nouvelle norme, Irving Oil annonce que, à partir du 30 avril 2014, elle exigera de ses fournisseurs que tout son pétrole soit acheminé dans des wagons d'un nouveau modèle, mieux sécurisé.
Lors d'un déraillement survenu le 15 février 2015 près de Timmins, dans le nord de l'Ontario, 19 wagons chargés de pétrole de l'Alberta sont endommagés et laissent s'échapper leur contenu. Il s'agissait pourtant de wagons de type CPC-1232, censés être plus résistants, construits ou mis à niveau après 2011. Le ministère des transports annonce la mise au point d'une nouvelle réglementation pour le printemps 2015.
Après l'accident de Casselton le 31 décembre 2013, il fut décidé, aux États-Unis, de laisser un délai allant jusqu’en 2029 pour que les derniers wagons DOT-111 soient reconstruits ou retirés de la circulation.  
Finalement, en 2015, la nouvelle réglementation élaborée conjointement par Transports Canada et le département des Transports des États-Unis instaure pour ces deux pays :
- un délai de 3 ans pour cesser d'utiliser ce type de wagon pour le transport de matières dangereuses de groupe Ⅰ, dont fait partie le pétrole brut ;
- un délai de 5 ans pour les wagons-citernes de norme-CPC 1232 pour ces mêmes marchandises ;
- l'interdiction de la construction de nouveaux wagons à la norme DOT-111, au profit des wagons DOT-117 (en), plus résistants ;
- le maintien de l'autorisation pour les wagons DOT-111 et CPC 1232 pour le transport de matières dangereuses de groupe Ⅱ, respectivement jusqu'en 2023 et 2025. Passés ces délais, tous les wagons DOT-111 et CPC 1232 devront avoir été retirés du service ou avoir été reconstruits pour être conformes aux normes DOT-117[30] si leurs caractéristiques le permettent[3].